# 노베메스토나트바홈구

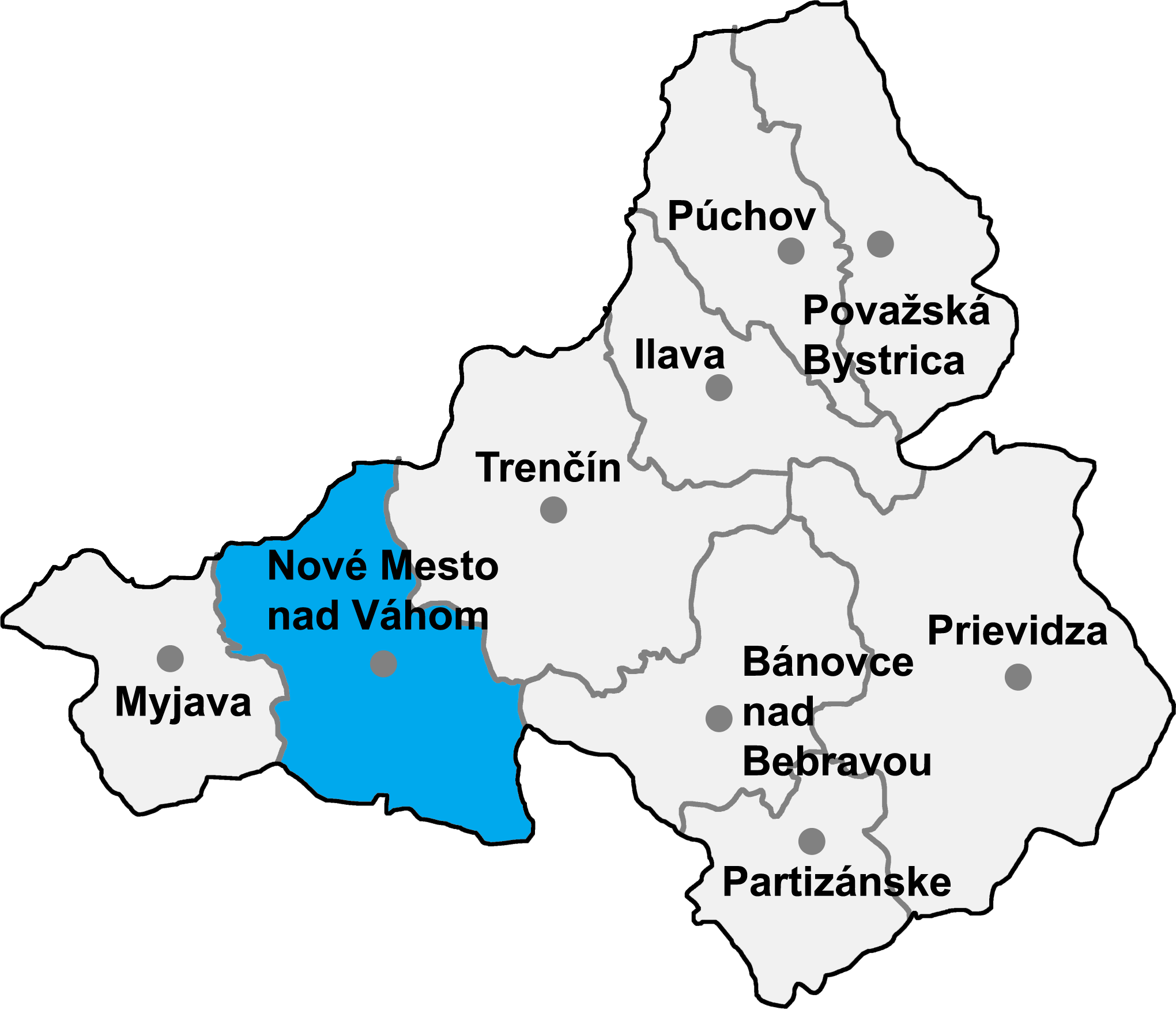
노베메스토나트바홈구의 위치

노베메스토나트바홈구(슬로바키아어: Okres Nové Mesto nad Váhom)는 슬로바키아 트렌친주를 구성하는 9개 구 가운데 하나로 행정 중심지는 노베메스토나트바홈이며 면적은 579.99km2, 인구는 62,531명(2014년 기준), 인구 밀도는 107.81명/km2이다.
트렌친주 남부에 위치하며 34개 지방 자치체(2개 시, 32개 마을)를 관할한다. 북쪽으로는 체코와 국경을 접하며 북동쪽으로는 트렌친구, 동쪽으로는 바노우체나트베브라보우구, 남쪽으로는 니트라주 토폴차니구, 트르나바주 피에슈탸니구, 서쪽으로는 미야바구와 접한다.